# Mamadou Diallo (athlétisme)
Pour les articles homonymes, voir Mamadou Diallo et Diallo.
Mamadou Diallo, né le 16 novembre 1954, est un athlète sénégalais spécialiste du triple saut.

## Biographie
Il est sacré champion d'Afrique de la spécialité en 1982 avec un saut à 16,23 m, puis remporte deux médailles de bronze successivement en 1984 et en 1985 à ces mêmes championnats.
Il participe aux Jeux olympiques de 1984 à Los Angeles, où il termine 12e et dernier finaliste de la compétition, avec un saut à 15,99 m.